# Scitamineae
Scitamineae is een botanische naam, voor een orde van bloeiende planten: het is een beschrijvende plantennaam rond "Scitamine", een Indiase naam voor kurkuma (Curcuma longa). Het Wettstein-systeem gebruikte deze naam voor een orde met de volgende samenstelling:
- orde Scitamineae
  - familie Cannaceae
  - familie Marantaceae
  - familie Musaceae
  - familie Zingiberaceae

Het Cronquist-systeem (1981), APG-systeem (1998) en het APG II-systeem (2003) kennen een vergelijkbare orde onder de naam Zingiberales.
Overigens gebruikte het systeem van De Candolle deze naam ook, maar voor een familie (die dan wel dezelfde planten bevatte). Dit was voor er formele regels waren voor botanische namen: tegenwoordig is deze naam niet toegestaan (in de rang van familie).